# Camay
Camay es la primera telenovela que produjo el canal venezolano RCTV, con el patrocinio de los Jabones Camay (de ahí se deriva el nombre de la telenovela). Fue grabada en vivo, y se transmitía a las 9 de la noche, y cada capítulo tenía una duración de 15 minutos, durando más de dos años. Fue protagonizada por Hilda Vera y Luis Salazar, y antagonizada por Elisa Parejo. Fue dirigida por la argentina Juana Sujo.

## Trama
Cuenta varias historias telenoveleras, donde se patrocinaba el producto. Desde crímenes ficticios hasta amores prohibidos, pasando por problemas de pareja y por situaciones de lo más paranormales que hacían que el final de cada capítulo fuera más emocionante.

## Elenco
- Hilda Vera  - Protagonista
- Luis Salazar  - Protagonista
- Elisa Parejo - Antagonista
- Orángel Delfín  - Antagonista
- Zoe Ducós
- Héctor Hernández Vera
- Rosita Vásquez
- María Luisa Lamata
- Alberto Insúa
- Liliana Durán
- Paúl Antillano
- Carlos Márquez (actor)
- Lolita Álvarez